# Смерека (пісня)
«Смерека» — пісня Любомира Якима, написана у 1969 році для ансамблю «Троїсті музики». Згодом її переспівувала у різних версіях велика кількість співаків, а найвідомішою вона стала у виконанні Миколи Гнатюка. У 2000 році за сприяння Гнатюка Любомиру Якиму за пісню «Смерека» вручили диплом, як авторові «Шлягера ХХ століття».

## Історія
У Підбужі Дрогобицького району Львівської області, в місцевому Будинку культури, де Любомир Якима працював спочатку художнім керівником, а потім — директором, від 1969 року існував ансамбль «Троїсті музики». В ансамблі було п'ятеро музикантів, а шостим, солістом, був водій робкопу Степан Тимчишак. Він наполягав, щоб гурт мав «родзинку», пісню-візитку, за якою його би пізнавали. В результаті Яким написав пісню «Смерека»:
|                | Писалося легко: “На краю села хатина...” — зримі образи лягали на папір; “...загляда в вікно смерека...” — і так мазок за мазком вимальовувалася картина: “В тій хатині є дівчина, та до неї так далеко...” — і, нарешті, вдалося все з’єднати докупи: зримі образи та іскринки мелодії злилися у єдиний акорд: “Ой, смереко, чом ти так ростеш далеко?..”. Я собі уявив картину з нашого повсякденного життя. Щоб не забути і не збитися на другорядне, побіг до Будинку культури і на баяні відтворив мелодію. Записав ноти. Вірш народився не відразу. Спочатку — перший куплет і приспів. Наступного дня дописав решту. |
| — Любомир Яким | |

Пісня мала танцювальний ритм у стилі модного тоді танго і гурт почав її виконувати на концертах. Невдовзі до Дрогобича з Києва приїхав представник Державного агентства з авторських прав і зацікавився «Смерекою», адже й сам думав, що пісня народна. Його направили до Якима в Підбуж, де вони і оформили всі документальні формальності.
Згодом ансамбль заспівав «Смереку» на столичній сцені і взяв участь у конкурсі «Молоді голоси» 1971 року, де Степан Тимчишак став лауреатом. У 1973 році «Троїсті музики» були вже учасниками Республіканського конкурсу «Молоді голоси» і Всесоюзного телеконкурсу «Алло, ми шукаємо таланти!». Тоді Всесоюзна фірма грамзапису «Мелодія» випустила платівку з піснями ансамблю, серед яких була і «Смерека».
Втім всерадянську популярність пісня здобула у виконанні Миколи Гнатюка, який змінив як мелодію так і частину слів пісні:
|                | Початок пісні в його і в моєму варіантах, як і приспів, однакові [...]. Правда, Гнатюк решту тексту співає по-своєму, зі своїми, іншими від моїх, словами. У нього, до прикладу, так: Вже весна Карпати вкрила, Журавлі вже прилетіли, Лиш свою дівчину любу Ми з тобою не зустріли. А у мене було: Вже Карпати вкрила осінь, Журавлі вже відлетіли, А весну, кохана, й досі Ми з тобою не зустріли. Я мав на увазі те, що роки йдуть, хлопець любить дівчину, але ніяк з нею не може одружитися. Другий куплет у мене звучав так: Вийди, любко, до потічка — Бачити тебе я мушу. Кароока чарівничка, Ти запала мені в душу. Я писав про нашу карпатську місцевість, про потічки, про дівчину-любку... А Гнатюк у тому місці заспівав по-іншому: Вийди, мила, до озерця— Бачити тебе я мушу, Ти запала мені в серце, Полонила мою душу! Втратився карпатський колорит! А у нього, на Хмельниччині, потічків немає, тому пристосував “озерце”. Але я не ображаюся. Та у мене був ще останній куплет, який Микола не співає: На краю села хатина, Усміхається смерека. Хоч і довга та стежина, А дівчина недалеко. Якщо гуцул чи бойко любив дівчину-любку, то й на друге село чи далеко через гори йшов пішки... |
| — Любомир Яким | |

В подальшому пісня виконувалась великою кількістю співаків та гуртів, серед яких TOM SODA, Mad Heads, Made in Ukraine, Дзвони, Олександр Кварта, Максим Галкін та ряд інших.